# Halaelurus boesemani
Halaelurus boesemani е вид хрущялна риба от семейство Scyliorhinidae.

## Разпространение
Видът е разпространен в Сомалия.